# نصف دولار مئوية كليفلاند
نصف دولار مئوية كليفلاند (بالإنجليزية: Cleveland Centennial half dollar) هو نصف دولار تذكاري للولايات المتحدة تم سكه في دار سك العملة في فيلادلفيا في عامي 1936 و1937، على الرغم من أن جميعها مؤرخة بعام 1936. يُعرف أحيانًا بنصف دولار مئوية كليفلاند لمعرض البحيرات العظمى (بالإنجليزية: Cleveland Centennial Great Lakes Exposition half dollar)، وقد تم إصداره للاحتفال بالذكرى المئوية لمدينة كليفلاند بولاية أوهايو، كمدينة معترف بها، ولإحياء ذكرى معرض البحيرات العظمى الذي أُقيم في كليفلاند في عام 1936.
في منتصف ثلاثينيات القرن العشرين، كانت قيمة العملات التذكارية في ازدياد، وقام رجل الأعمال توماس ميليش ‏، وهو جامع عملات من سينسيناتي، بالضغط على الكونغرس للموافقة على عدة إصدارات جديدة، وكان هو الموزع الوحيد لها. وقد نجح في ذلك مع قطعة نصف دولار مركز سينسيناتي الموسيقي، والتي استفاد منها بشكل كبير، ومع قطعة كليفلاند. صممت بريندا بوتنام ‏ عملة كليفلاند، والتي وافقت عليها لجنة الفنون الجميلة بعد اقتراحات النحات لي لوري.
قام ميليش بتوزيع عملات كليفلاند من خلال المعرض، وفي البنوك المحلية، وعن طريق البريد من مكتبه في سينسيناتي. كانت المبيعات جيدة، وتم سك كامل الكمية المصرح بها من العملات المعدنية والبالغة 50 ألف عملة. كان الكونغرس قد أدرج ضمانات في التشريع للحد من الأرباح المفرطة، وعلى الرغم من أن بعض العملات المعدنية تم سكها في عام 1937، لم يكن هناك تغيير في التاريخ، مما يعني أن هواة الجمع سيكون عليهم شراء قطعة واحدة فقط للحصول على المجموعة الكاملة. ظلت الآلاف منها في مخزونات التجار لسنوات، وظلت العملات المعدنية غير مكلفة وفقًا لمعايير العملات التذكارية في ذلك العصر.

## خلفية
بعد الحرب الاستقلال الأمريكية، أصبحت المنطقة المعروفة باسم ويسترن ريزيرف، والتي تقع الآن في شرق أوهايو، موضع نزاع بين الولايات، حيث ادعت العديد منها أنها جزء من أراضيها. وعلى الرغم من التنازل عن الحقوق السياسية في المنطقة للحكومة الفيدرالية، احتفظت ولاية كونيتيكت بملكية الأراضي واستخدمت جزءًا من ممتلكاتها لإعادة توطين أولئك الذين دمر البريطانيون منازلهم أثناء الحرب. تم بيع الباقي لشركة كونيتيكت لاند في عام 1795. كان موسى كليفلاند ‏ مساحًا ومحاميًا وأحد مديري الشركة. في عام 1796، على ضفاف بحيرة إيري، أنشأ مدينة تحمل اسمه. في عام 1830، تأسست صحيفة، أطلق عليها اسم (Cleaveland Advertiser). وجد المحرر أن الاسم يحتوي على حرف واحد طويل جدًا بحيث لا يتناسب مع نموذج الطباعة، لذا قام بحذف الحرف الأول "a" في كلمة Cleaveland - وهو التغيير الذي تبناه الجمهور. أصبحت بلدة كليفلاند مدينة في عام 1836.

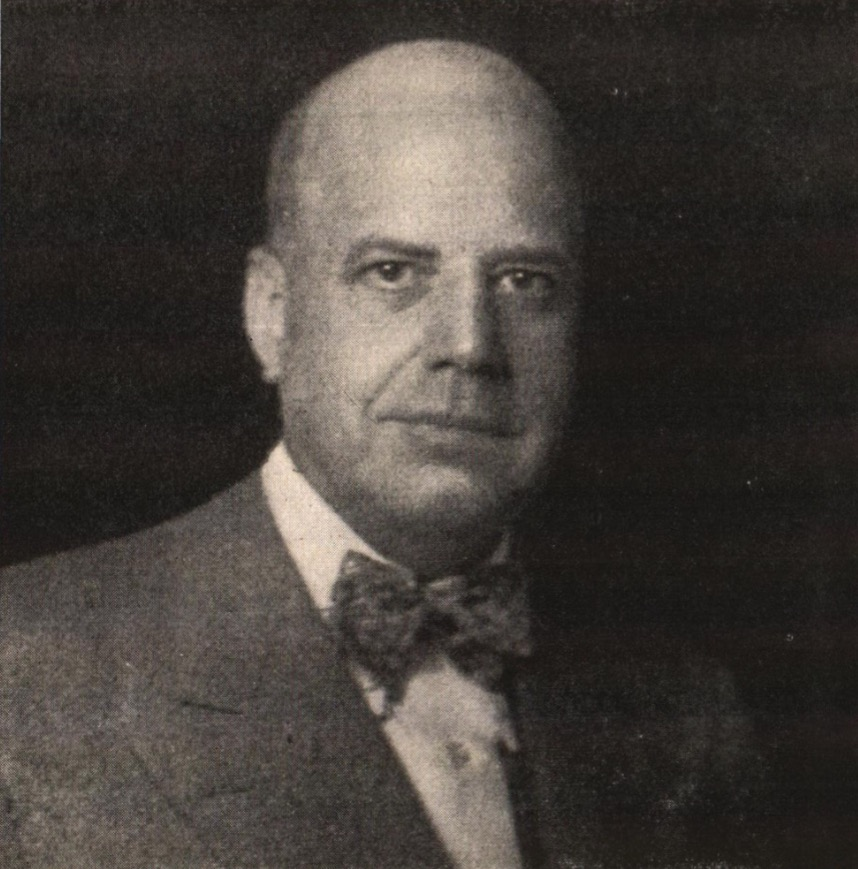
توماس ميليش

كان توماس ميليش رجل أعمال بارز في سينسيناتي، وقد ورث شركة برومويل واير (Bromwell Wire). كان ميليش أيضًا جامعًا للعملات المعدنية، وقد توصل إلى فكرة لعملة تذكارية يتحكم فيها. في ذلك الوقت، لم تكن الحكومة تبيع العملات التذكارية، فقد عين الكونغرس، عند إقرار التشريع، منظمة كان لها الحق الحصري في شراء العملات بالقيمة الاسمية وبيعها للعموم مقابل علاوة. كانت النتيجة هي نصف دولار مركز سينسيناتي للموسيقى عام 1936، وهو إصدار كان تحت سيطرة ميليش وأصدره لإحياء ذكرى لم تكن موجودة. باع ميليش عددًا قليلًا من العملات المعدنية بسعر الإصدار، والذي كان مرتفعًا، واحتفظ بمعظمها للبيع لاحقًا بمجرد أن أدى الندرة إلى ارتفاع السعر. بحلول عام 1936، أصبحت سوق العملات التذكارية الأمريكية، وفقًا لكوينتين ديفيد باورز ‏، "ساخنة مثل البركان"، و"أعطى الكونغرس [لميليش] الإذن بسك عملات تذكارية خاصة به وفرض رسوم على العموم بما يحلو له مقابلها!" حاول ميليش، الذي كان لديه أصدقاء في الكونغرس، في أوائل عام 1936 أيضًا إقناع المشرعين بالموافقة على إصدارات تذكارية أخرى من شأنه أن يتحكم فيها. كان المشروع الوحيد الذي تم تنفيذه هو مشروع نصف دولار مئوية كليفلاند.

## التشريع
تم تقديم مشروع قانون لإصدار نصف دولار بمناسبة ذكرى مرور مائة عام على تأسيس مدينة كليفلاند إلى مجلس الشيوخ الأمريكي من قبل روبرت جيه بولكلي من ولاية أوهايو في 23 مارس 1936، وتمت إحالته إلى لجنة المصارف والعملات. وكان مشروع القانون يهدف إلى تكريم الذكرى المئوية لتأسيس مدينة كليفلاند، ومعرض البحيرات العظمى ‏، الذي كان من المقرر أن يقام هناك في عام 1936. كان من المفترض أن يتضمن مشروع القانون الأصلي 50 ألف قطعة، يمكن شراؤها من مكتب دار سك العملة بالولايات المتحدة في أي وقت، ويمكن سكها بواسطة أي دور سك العملة الثلاثة العاملة في ذلك الوقت، أو كلها. تم إرجاع مشروع القانون إلى مجلس النواب من قبل رئيس اللجنة ألفا آدامز من كولورادو في 26 مارس، مع تعديلات جذرية.
وكان آدامز قد عقد جلسات استماع بشأن العملات التذكارية الأخرى في 11 مارس 1936، وأُبلغ بشكل منفصل عن الانتهاكات التي ارتكبت عندما سعى المصدرون إلى إقناع هواة جمع العملات بشراء عملاتهم. وشمل ذلك الحصول على تصميمات إضافية معتمدة (كما في حالة نصف دولار مئوية أركنساس ‏) وضرب العملات المعدنية في جميع دور السك الثلاث. وبما أن القانون يتطلب أن تحمل العملات المعدنية سنة الضرب، ولأن علامات دار السك كانت تستخدم على العملات المعدنية المنتجة في بعض دور السك، فإن ضربها في سنوات متتالية في دور سك متعددة أدى إلى إنشاء المزيد من الأصناف التي يتعين على عشاق العملات المعدنية شراؤها للحفاظ على مجموعاتهم كاملة. استمعت اللجنة إلى عملة نصف دولار تذكاري لمسار أوريغون، التي تم التصريح بها في عام 1926 وما زالت تُسك في عام 1936، وإلى العملات التذكارية التي تم إنتاجها بتعداد منخفض عمدًا كطريقة لزيادة الأرباح. وعندما جاء التشريع الخاص بنصف دولار كليفلاند أمام لجنته، قام آدامز بشطب مشروع القانون بأكمله، بعد بند التشريع، واستبدله بنسخة جديدة. كان التشريع الأصلي قد أعطى لجنة العملات التذكارية لمئوية لكليفلاند، التي يتحكم بها ميليش، سلطة تقديرية في سك القطعة الجديدة في أي من دور السك، في أي وقت حتى على مدار سنوات، بأي مبلغ يصل إلى الحد المسموح به وهو 50 ألف عملة. احتفظ نص آدامز الجديد بالحد الأقصى الإجمالي لكنه وضع حدًا أدنى يبلغ 25 ألف يجب إصدارها. تطلب تعديل آدامز أن تكون جميع العملات المعدنية بتصميم واحد، وأن تُضرب في دار سك واحدة (يختارها مدير دار السك). وقد نصت على أن جميع العملات المعدنية يجب أن يعود تاريخها إلى عام 1936 حتى لو تم سكها بعد ذلك، وأن لجنة كليفلاند يمكنها شراء ما لا يقل عن 5000 قطعة في المرة الواحدة. وفي تقرير منفصل، أشار السيناتور آدامز إلى أن مشروع القانون الأصلي الذي قدمه بولكلي "يحتوي على أحكام معينة توصي اللجنة بإزالتها ليس فقط من مشروع القانون هذا، بل وأيضًا من جميع مشاريع القوانين اللاحقة المتعلقة بإصدار العملات التذكارية".
تم تمرير مشروع القانون، كما تم تعديله، في مجلس الشيوخ دون تصويت مسجل في 27 مارس 1936. وتلقى مجلس النواب مشروع القانون في الأول من أبريل وأحاله إلى لجنة العملات والأوزان والمقاييس. تم تقديمه إلى مجلس النواب في 16 أبريل، بعد تعديله بحيث يتطلب من لجنة كليفلاند شراء ما لا يقل عن 25000 قطعة نقدية في وقت واحد، مما يلغي إمكانية أن تطلب اللجنة 5000 قطعة نقدية أولية ثم تفشل في شراء المزيد. ناقش مجلس النواب بكامل هيئته مشروع القانون في 23 أبريل 1936، حيث قدم جون جوزيف كوشران من ميسوري مشروع القانون باعتباره إجراء طارئ. عندما طلب الموافقة بالإجماع على تمرير مشروع القانون المعدل، تساءل روبرت ريتش من ولاية بنسلفانيا عن عدد الأوراق النقدية التي سيتم النظر فيها، وما إذا كان من الممكن دمج اثني عشر منها في ورقة نقدية واحدة. أجاب كوشران أنه استشار روبرت كروسر من ولاية أوهايو وأبلغه أنه "إذا لم نحصل على السلطة لطباعة العملات المعدنية الآن فسوف تكون عديمة الفائدة". في اليوم التالي، تقدم بولكلي بطلب إلى مجلس الشيوخ للموافقة على تعديلات مجلس النواب، وهو ما حدث بالفعل، وتم التوقيع على مشروع القانون من قبل الرئيس فرانكلين روزفلت في 5 مايو 1936.

## التحضير
تم تكليف بريندا بوتنام، النحاتة الشهيرة، بتصميم العملة المعدنية. في الأول من مايو، وحتى قبل أن يوقع روزفلت على التشريع، أرسلت مديرة دار سك العملة، نيللي تايلي روس، الرسومات التي قدمتها بوتنام إلى لجنة الفنون الجميلة. تم تكليف هذه اللجنة بموجب الأمر التنفيذي الذي أصدره الرئيس وارن جي هاردينغ عام 1921 بتقديم آراء استشارية بشأن تصميمات الأعمال الفنية العامة، بما في ذلك العملات المعدنية. في الثاني من مايو، استجاب رئيس اللجنة تشارلز مور لروس، وأعطى موافقته الأولية، وذكر أن أحد أعضائها سيعمل مع بوتنام أثناء تحضير نماذج البلاستر اللازمة. وكان هذا الممثل هو لي لوري، الذي اقترح على بوتنام استخدام النجوم لتمثيل مدن منطقة البحيرات العظمى. وقد وضعت بوتنام، على الخريطة الموجودة على الوجه الخلفي، رسومات للمباني لتمثل مواقع شيكاغو، وديترويت، وكليفلاند، وبوفالو، وتورنتو. عندما كتب لوري إلى مور لإبلاغه بهذا التقدم وغيره، مازح مور بشأن وجود نجم كبير لكليفلاند على العملة،
في الجنازات أسمع قراءة الكتاب المقدس الذي يقول: "نجم يختلف عن نجم في المجد".  لذلك أفترض أن النجم الكبير للسيدة بتنام لكليفلاند يشير إلى المجد بدلاً من حجم المدينة. حسنًا، باعتباري ناخبًا في ديترويت، لا أمانع، وربما لن يرى أي شخص من شيكاغو أحد هذه العملات أبدًا. أنا مقتنع أن الحركة بأكملها هي عملية احتيال لعشاق جمع العملات تحدث في جميع أنحاء البلاد.
تمت الموافقة على نماذج بوتنام من قبل اللجنة في 2 يونيو 1936. قامت شركة ميداليك آرت (Medallic Art) في نيويورك بتقليص النماذج إلى محاور بحجم نصف دولار يمكن من خلالها تحضير قوالب العملات المعدنية.

## التصميم

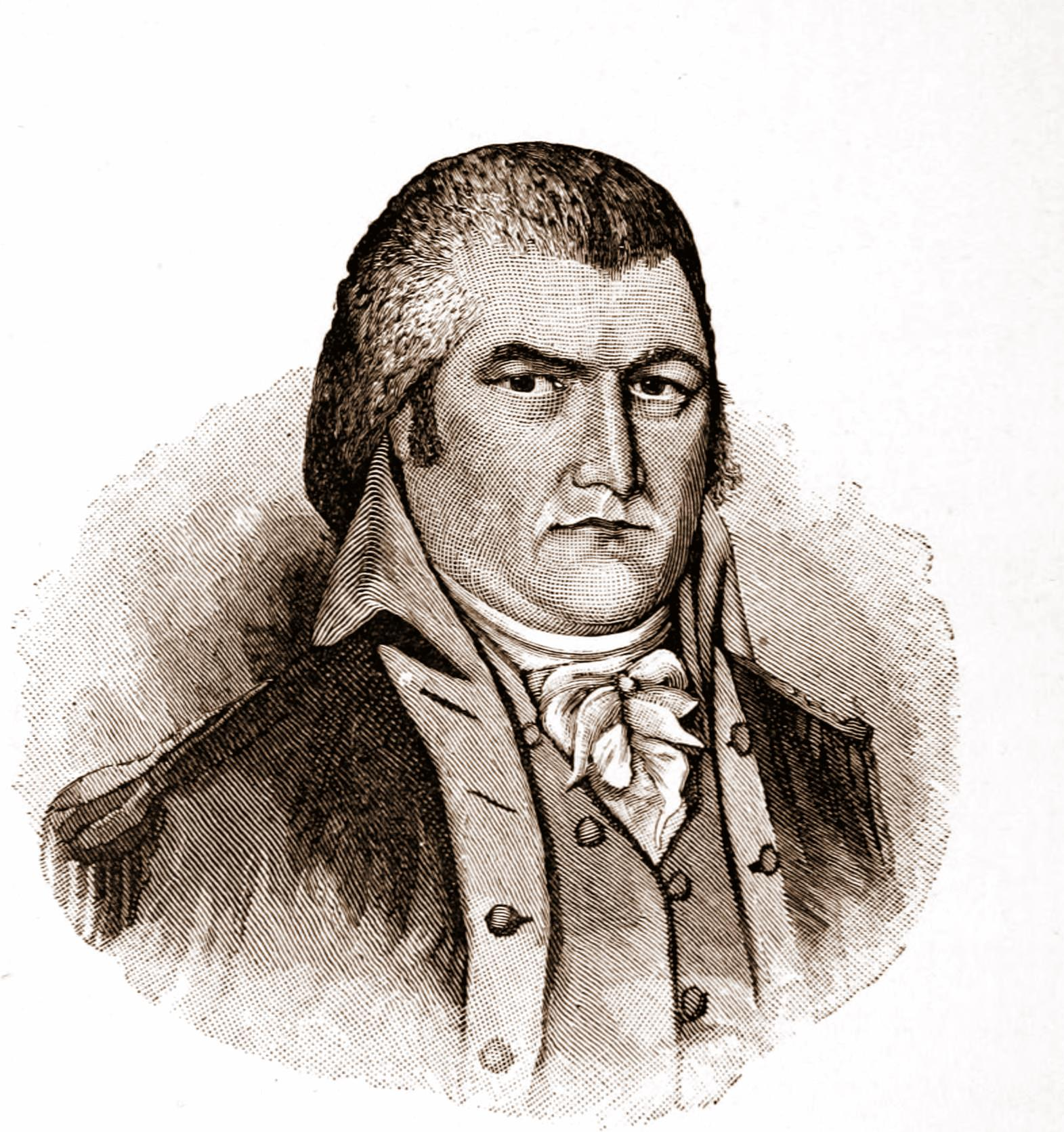
موسى كليفلاند، من رسم فنان غير معروف

يظهر على وجه العملة التي صممتها بوتنام صورة موسى كليفلاند، وهي تمثل الشكل الوحيد المعروف له، والذي رسمه فنان غير معروف. يحيط بكليفلاند سطران من النقوش، هما (UNITED STATES OF AMERICA * HALF DOLLAR) و(MOSES CLEAVELAND * LIBERTY). وتظهر الحروف الأولى لمصمم العملة، "BP"، أسفل رأس كليفلاند. أما الوجه الخلفي فيعرض خريطة لمنطقة البحيرات العظمى مع تسعة نجوم تمثل مدنها، مدرجة من الغرب إلى الشرق: دولوث، ميلووكي، شيكاغو، توليدو، ديترويت، كليفلاند، تورونتو، بوفالو، وروشستر. ويظهر في الصورة النجم الأكبر في كليفلاند، والذي تم تثبيته بواسطة بوصلة. ذكر أنتوني سوياتيك ووالتر برين، في كتابهما عن العملات التذكارية، أنه "لم نجد وثائق تدعم ذلك، لكننا نشتبه في أن البوصلة كانت تهدف إلى إظهار كليفلاند كمركز للصناعة في دائرة نصف قطرها حوالي 900 ميل"، مما يشمل، كما اقترح المؤلفون، ليس فقط مدن البحيرات العظمى الممثلة، بل أيضًا نيويورك، بوسطن، واشنطن، وسانت لويس. وتظهر النقوش الأخرى المطلوبة بموجب القانون في الزاوية العلوية اليمنى من الجهة الخلفية، حيث تحيط بالخريطة عبارة (1836 GREAT LAKES EXPOSITION 1936 CLEVELAND CENTENNIAL).
صرح عالم العملات ديفيد بولوا في عمله المبكر في مجال العملات التذكارية، "إن تصميم هذا الإصدار ممتع للغاية... الوجه الأمامي والخلفي للعملة محددان بشكل حاد ومثيران للاهتمام وغير مزدحمين". كتب مؤرخ الفن كورنيليوس فيرميول، في عمله على العملات المعدنية والميداليات الأمريكية، أن نصف الدولار "تمكن من الجمع بين معظم العيوب الموجودة في التصميمات الأفضل في عشرينيات وثلاثينيات القرن العشرين". بعد الشكوى من التصميم المسطح والكمية الكبيرة من الحروف على كلا الجانبين، انتقد فيرميول الأمر، حيث قال أنه "لا يمكن وصف تمثال موسى كليفلاند إلا بأنه عادي، ومنظر البحيرات العظمى، المقسم بواسطة بوصلة كبيرة، ليس أقل من غير مفهوم". ومع ذلك، اقترح فيرميول أن بوتنام فعلت أفضل ما في وُسعِها لضغط النص المطلوب على نصف دولار، وربما كان من الأفضل وضعها بعدد أقل من الكلمات.

## الإنتاج والتوزيع والتجميع

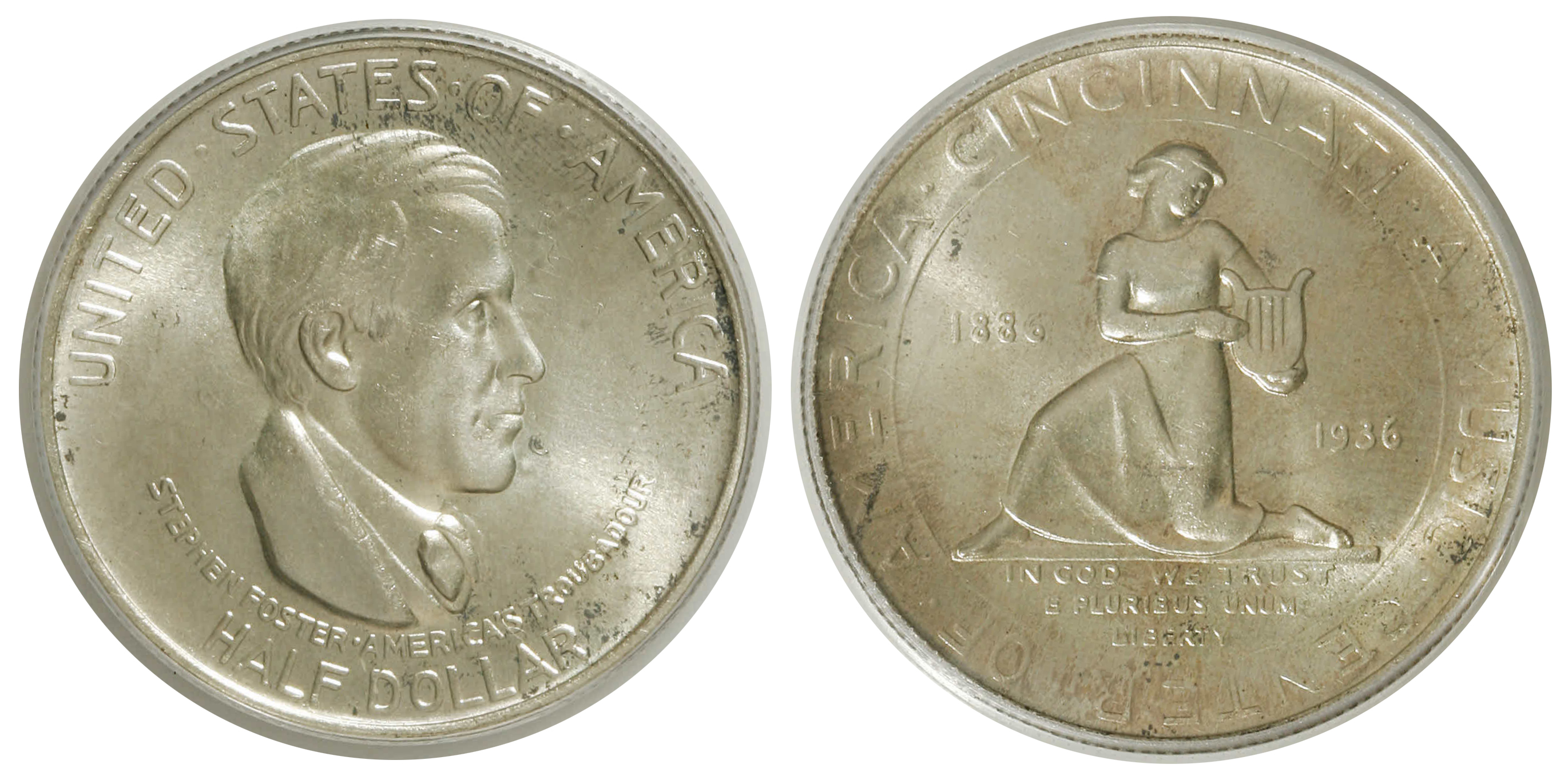
نصف دولار مركز سينسيناتي الموسيقي، العملة الأخرى لميليش

وقد طلب ميليش، بصفته أمين صندوق لجنة كليفلاند، 25 ألف قطعة في يوليو 1936. تم شحنها من دار سك العملة في فيلادلفيا، حيث تم سكها، في 20 يوليو. بالإضافة إلى تلك القطع، تم سك 15 عملة معدنية وتم تخصيصها للفحص والاختبار في اجتماع لجنة الفحص السنوي لعام 1937. كان ميليش قد رتب مع دار سك العملة في فيلادلفيا لوضع أول 201 عملة تم ضربها في مظاريف مرقمة بشكل فردي؛ وقد تم وضع هذه المظاريف لاحقًا في حاملات كرتون خاصة، الأولى بمفردها وكل اثنتين معًا بعد ذلك، مع بيان موثق من ميليش.
افتتح معرض مئوية كليفلاند والبحيرات العظمى في 27 يونيو 1936، وقبل إغلاقه في 4 أكتوبر، كان قد مرّ عبر بواباته حوالي أربعة ملايين شخص. يقع هذا الموقع على مساحة 150 فدانًا (61 هكتارًا) على ضفاف بحيرة إيري، ويضم معارض فنية وصناعية، بالإضافة إلى وسائل الترفيه المعتادة. تم بيع نصف الدولارات في أرض المعارض، وفي بنوك أوهايو، وعن طريق الطلب بالبريد من مكتب ميليش في سينسيناتي. علق المحرر لي هيويت في مجلة (Numismatic Scrapbook)، "يبدو من الغريب أن يكون السيد ميليش، الذي يعيش في سينسيناتي، هو الموزع لإصدار كليفلاند". نفدت عملة مركز سينسيناتي الموسيقي بسرعة، وتجاوزت القطع التي سمح ميليش بطرحها في السوق عدد القطع التي تم الاكتتاب عليها عدة مرات، ولكن بالنسبة لقطعة كليفلاند، "كان لزامًا على استراتيجية مبيعات ميليش أن تكون مختلفة تمامًا؛ حيث كان يجب أن تستهدف العملات زوار المعرض وعامة الناس العام بسعر 1.50 دولار لكل عملة، وليس مجموعته الخاصة من المضاربين الجشعين".
أرسل ميليش خطابات رسمية إلى هواة جمع العملات يحذرهم فيها من أن لجنته تلقت عروضاً من المضاربين لشراء الإصدار بأكمله، ويقترح عليهم التحرك بسرعة للحصول على طلباتهم. وبحلول نهاية شهر يوليو، كتب ميليش أنه تم توزيع 24 ألف قطعة، وسيتم توزيع الألف قطعة المتبقية قريبًا. كانت المبيعات جيدة بما يكفي لدرجة أنه في فبراير 1937، طلب ميليش 25000 قطعة المتبقية من الكمية المسموح بها. بالإضافة إلى تلك العملات المعدنية البالغ عددها 25 ألفًا، تم سك 15 قطعة أخرى، مخصصة للجنة الفحص لعام 1938. وبسبب التشريع، أصبحت القطع الجديدة تشبه القديمة تمامًا، بما في ذلك حملها تاريخ "1936". تم إنتاج الكثير منها لدرجة أن تجار العملات قاموا بتخزين الآلاف منها. في عام 1942، عرض ميليش 16 ألف قطعة من دولار مئوية كليفلاند على التاجر البارز آبي كوسوف (Abe Kosoff) مقابل أي دفعة مقدمة على القيمة الاسمية. رفض كوسوف، الذي قرر بعد وفاة ميليش أن يعرض مجموعته من العملات المعدنية للبيع بالمزاد العلني.
في عام 1941، احتفل نادي ويسترن ريزيرف للعملات المعدنية في كليفلاند بالذكرى العشرين لتأسيسه من خلال طبع 100 نصف دولار من عملة مئوية كليفلاند بتصميم خاص. اعترضت الخدمة السرية، وتم إتلاف العديد منها. وقد قام النادي بوضع علامات مماثلة بمناسبة الذكرى الخمسين والخامسة والسبعين لتأسيسه، دون تدخل الحكومة. عملة مئوية كليفلاند هي العملة التذكارية الأكثر شيوعًا من بين التصميمات المختلفة التي تم سكها في عام 1936. يُدرج كتاب "دليل عملات الولايات المتحدة" لريتشارد س. يومانس، الذي نُشر عام 2020، أن قيمة العملة تتراوح بين 100 دولار و 230 دولارًا، حسب الحالة. تم بيع عينة استثنائية في مزاد عام 2014 مقابل 4700 دولار.

## ملحوظات
1. ↑  1 كورنثوس 15:41
2. ↑  كل من ديترويت وشيكاغو كانتا ولا زالتا أكبر من كليفلاند من حيث عدد السكان.

## المعلومات الكاملة للمراجع
- Bowers، Q. David (1992). Commemorative Coins of the United States: A Complete Encyclopedia. Wolfeboro, NH: Bowers and Merena Galleries, Inc. ISBN:978-0-943161-35-8.
- Flynn، Kevin (2008). The Authoritative Reference on Commemorative Coins 1892–1954. Roswell, GA: Kyle Vick. OCLC:711779330.
- Horning، Charles D. (Winter–Spring 1993). "1936 - 34 - $56.47". The Commemorative Trail: The Journal of the Society for U.S. Commemorative Coins ع. 3: 26–33.
- Slabaugh، Arlie R. (1975). United States Commemorative Coinage (ط. second). Racine, WI: Whitman Publishing. ISBN:978-0-307-09377-6.
- Swiatek، Anthony (2012). Encyclopedia of the Commemorative Coins of the United States. Chicago: KWS Publishers. ISBN:978-0-9817736-7-4.
- Swiatek، Anthony؛ Breen، Walter (1981). The Encyclopedia of United States Silver & Gold Commemorative Coins, 1892 to 1954. New York: Arco Publishing. ISBN:978-0-668-04765-4.
- Taxay، Don (1967). An Illustrated History of U.S. Commemorative Coinage. New York: Arco Publishing. ISBN:978-0-668-01536-3.
- United States Senate Committee on Banking and Currency (11 مارس 1936). Coinage of Commemorative 50-Cent Pieces. United States Government Printing Office. (الاشتراك مطلوب)
- Vermeule، Cornelius (1971). Numismatic Art in America. Cambridge, MA: The Belknap Press of Harvard University Press. ISBN:978-0-674-62840-3.
- Yeoman، R.S. (2015). A Guide Book of United States Coins (ط. 1st Deluxe). Atlanta, GA: Whitman Publishing. ISBN:978-0-7948-4307-6.
- Yeoman، R. S. (2020). A Guide Book of United States Coins (ط. Mega Red 5th). Atlanta, GA: Whitman Publishing, LLC. ISBN:978-0-7948-4705-0.